# Antiochos IV
Pour les articles homonymes, voir Antiochos.
Antiochos IV Épiphane, « l'Illustre » ou « le Révélé » (en grec ancien Aντίoχoς Έπιφανής / Antiochos Épiphanès), né vers 215 av. J.-C. et mort en 164 av. J.-C., est un roi séleucide qui règne de 175 à sa mort en 164 av. J.-C.
Fils d'Antiochos III, il est décrit comme un « ennemi » du peuple juif selon la tradition judaïque, qui inspire Hanoucca (ou fête de l'Édification), car il participe à l'hellénisation de la Judée et s'oppose à la révolte des Maccabées qu'il ne parvient pas à réprimer. Réputé instable psychologiquement, il montre tout de même des qualités d'homme d'État et peut être considéré comme le dernier grand souverain séleucide.

## Biographie

### Début du règne
Après la défaite de son père Antiochos III à l'issue de la guerre contre Rome et la sévère paix d'Apamée, Antiochos est envoyé comme otage à Rome où il réside plusieurs années avant d'être échangé vers 178 av. J.-C. avec son neveu Démétrios après l'avènement de son frère Séleucos IV.
Il séjourne ensuite durant trois ans à Athènes avec laquelle il noue des liens étroits. Il se montre plus tard généreux vis-à-vis de la cité en finançant certaines fêtes et constructions et en faisant reprendre la construction du temple de Zeus Olympien.
Soutenu par le roi de Pergame, Eumène II, et probablement par le Sénat romain qui aurait été favorable à son avènement, il succède à l'automne 175 à son frère Séleucos, assassiné par son ministre Héliodore qu'il élimine rapidement. Il témoigne de sa neutralité dans le conflit entre Rome et Persée de Macédoine et s'engage à verser les dernières indemnités dues dans le cadre de la paix d'Apamée à travers une ambassade dépêchée en 173. Le début de son règne est donc marqué par la volonté de s'attacher uniquement à la politique intérieure de son royaume tout en évitant de froisser les Romains dont il a pu apprécier la puissance en tant qu'otage.
À partir de 171 av. J.-C., il réunit une grande armée, probablement afin de faire face aux ambitions du roi parthe Mithridate Ier qui remet en cause le traité imposé par Antiochos III ; mais Antiochos IV ne peut mener cette expédition orientale qu'à la toute fin de son règne et cette armée sert en fait à combattre les Lagides.

### Nom et titres

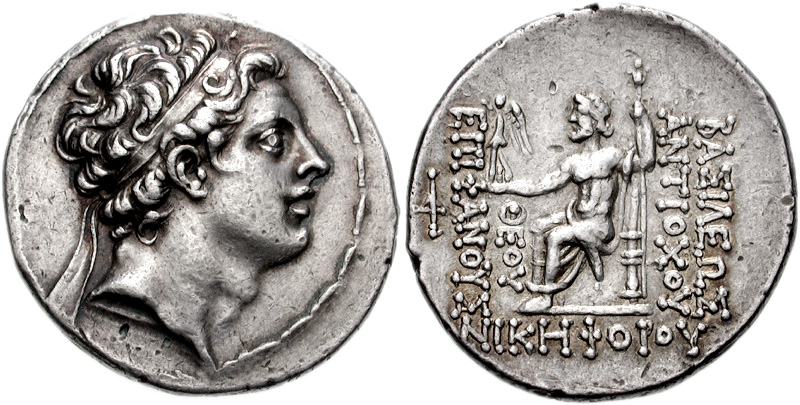
Monnaie à l'effigie d'Antiochos IV sur laquelle figure : « Roi Antiochos, dieu révélé, porteur de victoire ».

La titulature d’Épiphane (l'« Illustre »), transmis par la tradition littéraire et attestée par les monnaies séleucides ainsi que par des dédicaces extérieures à l'empire (Délos et Milet), est habituellement réservée aux dieux. Les épithètes complètes d'Antiochos incluent : Théos Épiphanès (Θεὸς Ἐπιφανής ou « Dieu révélé ») et après sa victoire lors de la guerre de Syrie, Niképhoros (Νικηφόρος ou « Porteur de la victoire »). Il a été le premier souverain séleucide à utiliser des épithètes divines sur des pièces de monnaie, peut-être inspiré par les rois grecs de Bactriane ou par le culte royal que son père a codifié. Cette titulature aurait pu servir à renforcer l'autorité royale au sein d'un empire disparate.

### Antiochos face aux Lagides

#### Première phase du conflit
De 170 à 168 av. J.-C., une sixième (et dernière) guerre de Syrie, dont les causes exactes sont incertaines, éclate entre Séleucides et Lagides. Il est probable que les deux régents de Ptolémée VI (fils de Cléopâtre Ire et donc neveu d'Antiochos) aient voulu récupérer la Cœlé-Syrie alors que les Romains sont occupés par la troisième guerre de Macédoine. La déclaration de guerre émane, quoi qu'il en soit, d'Alexandrie,. Il est tout de même admis qu'Antiochos ait pu avoir intérêt à un conflit dans le but de briser les sympathies que les Lagides conservent en Cœlé-Syrie, voire de restaurer la grandeur de son empire, sachant qu'il aurait pu avoir pour ambition de partager le monde avec les Romains. Fin 170, les deux belligérants dépêchent des ambassades au Sénat romain sans que ce dernier décide de prendre réellement parti. Ptolémée VI est proclamé majeur mais se voit adjoindre deux corégents, sa sœur-épouse Cléopâtre II et son frère, le futur Ptolémée VIII, manière de renforcer l'autorité royale au moment où éclate la guerre de Syrie.
Prévenu des velléités belliqueuses des Lagides dès 174, Antiochos a eu le temps de prendre ses dispositions, son armée étant la mieux préparée au début du conflit. L'armée lagide est mise en déroute en 169 à la bataille du mont Casios et Antiochos prend le contrôle de Péluse. Sa flotte s’empare de Chypre, porte d'entrée de l'Égypte. Antiochos rencontre alors Ptolémée VI qui se voit placé sous tutelle, abandonnant probablement sa majorité au profit de son oncle. Une tradition veut qu'Antiochos ait été couronné roi de Haute et de Basse-Égypte mais elle ne repose que sur des sources isolées et contestées. Une émeute éclate bientôt à Alexandrie et Ptolémée VIII est proclamé comme seul roi légitime. Antiochos doit renoncer à prendre la cité et il abandonne la partie à la fin 169, spéculant sur une guerre civile entre les deux Ptolémées. Il quitte alors l'Égypte pour réprimer la révolte de Jérusalem, voire de certaines cités phéniciennes.

#### Seconde phase du conflit

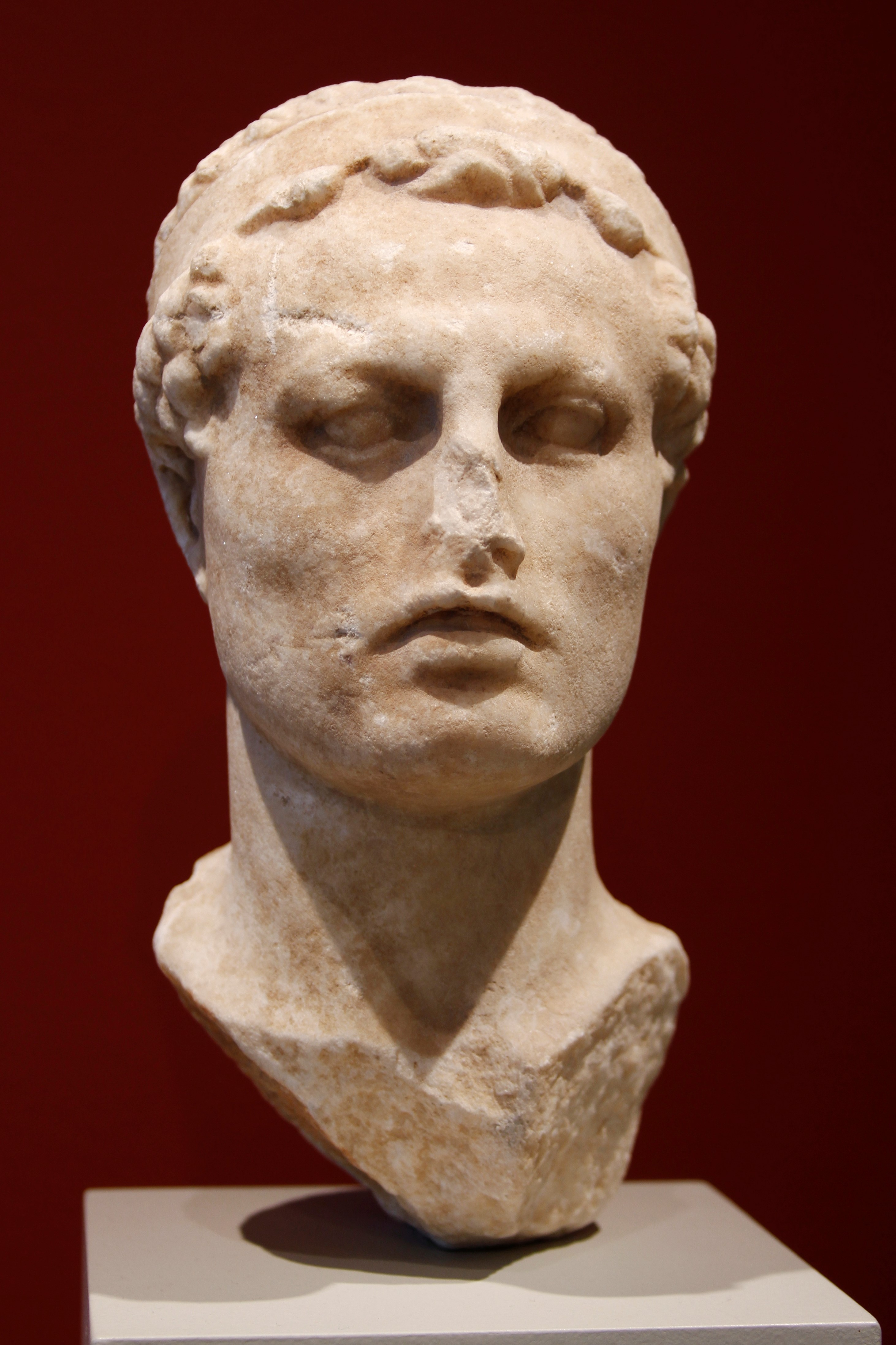
Buste d'Antiochos IV, Altes Museum, Berlin.

Profitant du départ d'Antiochos, Ptolémée VI et Ptolémée VIII finissent par se réconcilier et reformer une triple corégence avec Cléopâtre II. Aux yeux d'Antiochos, Ptolémée VI a trahi ses engagements et la guerre reprend. Les Lagides ne revendiquant plus la Cœlé-Syrie, il est possible qu'Antiochos ait manifesté l'ambition d'éliminer la dynastie et d'annexer l'Égypte à son empire ; mais si on suit Tite-Live, Antiochos aurait revendiqué seulement Chypre et la région pélusiaque. Les Ptolémées demandent alors l'appui du Sénat romain tandis qu'à cette époque les légions romaines en Macédoine sont ravitaillées par du blé en provenance d'Égypte. Les Romains dépêchent donc une ambassade dirigée par Caius Popillius Laenas, familier d'Antiochos depuis son séjour comme otage à Rome, avec pour mission de signifier au Séleucide qu'il doit abandonner l'idée d'occuper l’Égypte. Dans le même temps, début 168 av. J.-C., Antiochos s'empare de Chypre et pénètre en Égypte, allant jusqu'à Memphis où selon certaines sources il se serait fait proclamer pharaon.
C'est durant sa marche vers Alexandrie qu'il rencontre, à Éleusis à l'été 168 av. J.-C., Popillius qui lui fixe un ultimatum resté fameux chez les Anciens, : l'ambassadeur romain trace avec sa canne un cercle autour d'Antiochos lui interdisant d'en sortir tant qu'il n'aura pas accepté les décisions du sénatus-consulte. Antiochos, qui vient d'apprendre la victoire des Romains à Pydna et qui a tiré la leçon de la défaite de son père à Magnésie du Sipyle, accepte d'évacuer l’Égypte et Chypre,. Il est aussi probable que les Romains aient rappelé à Antiochos que le souverain légitime est bel et bien son neveu Démétrios Ier. Cette funeste journée d’Éleusis représente un traumatisme pour Antiochos que la tradition (issue des sources juives) dépeint comme déjà fragile psychologiquement. Il a espéré pouvoir compter sur la bienveillance romaine mais se voit réduit dans sa tentative de restauration impériale. Il envoie alors une ambassade au Sénat en lui signifiant son indéfectible amitié.
La nature de ses projets après la campagne d’Égypte nous échappe ; probablement a-t-il eu pour dessein d'affirmer son autorité sur les territoires d'Iran et de faire face aux Parthes. Mais une guerre civile embrase Jérusalem peu de temps après, à cause de l'assassinat du grand-prêtre d'Israël Onias III.
Néanmoins, il capitalise sur les succès remportés contre les Lagides en faisant frapper un statère d'or portant, outre la titulature antérieure (Basiléôs Antiochou Théou Épiphanous, c’est-à-dire « Antiochos roi divin épiphane ») l'épithète de Nikophoros, le « porteur de victoire ». Il utilise aussi le butin rapporté d’Égypte pour financer les fêtes de Daphné.

### Antioche et la révolte des Juifs

#### Hellénisation de la Judée

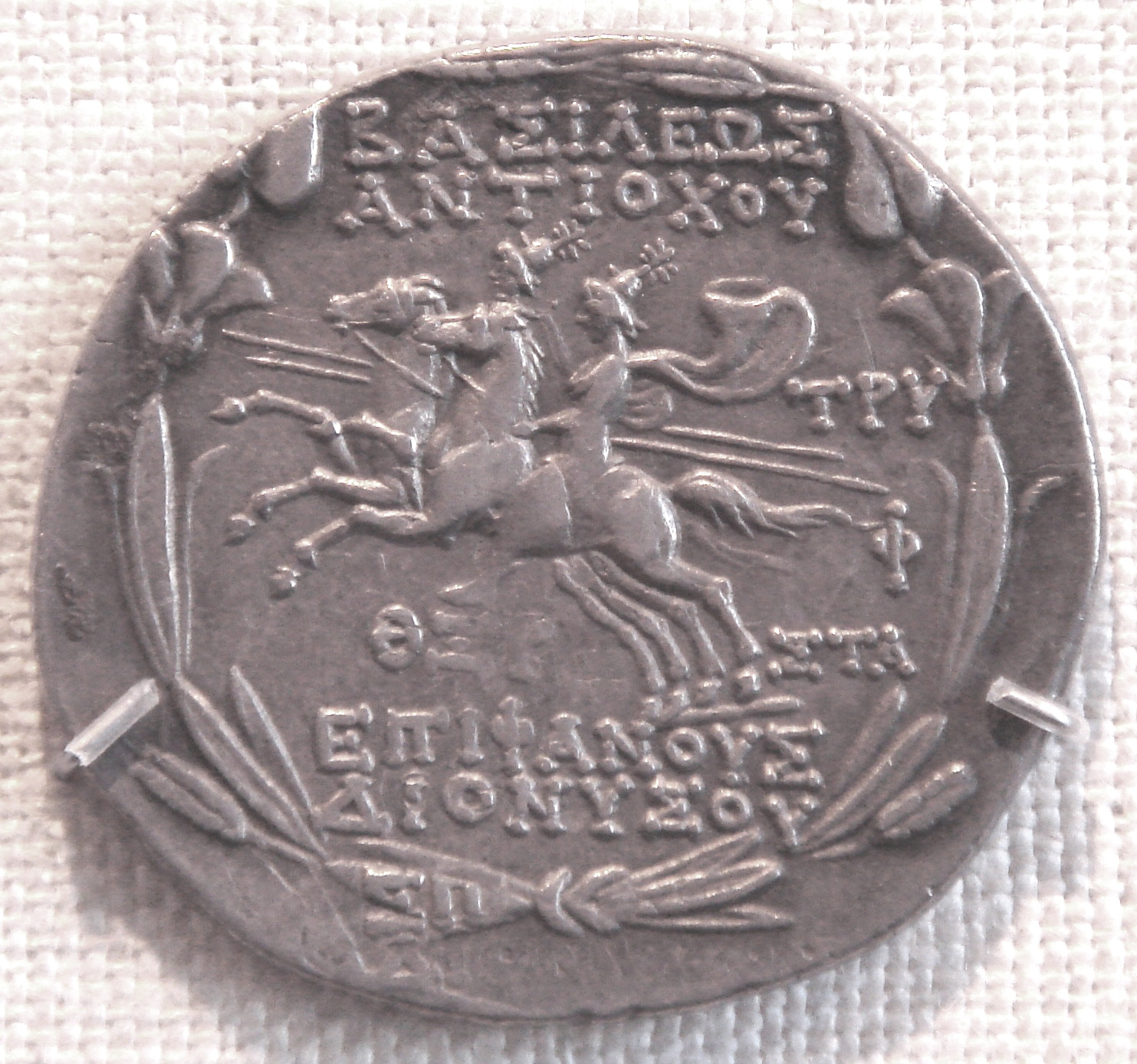
Revers d'une pièce datant du règne d'Antiochos IV montrant les Dioscures. La date ΘΞΡ désigne l'année 169 de l'ère séleucide, soit à 144-143 avant J.-C.

Antiochos est réputé pour avoir été un promoteur zélé de la culture hellénique à l'intérieur comme à l'extérieur de son empire ; il finance notamment la construction du temple de Zeus Olympien à Athènes ou fait ériger un autel et des statues à Délos,. Mais cette réputation qui a traversé les siècles est d'abord une interprétation de sa politique envers les Juifs, sachant qu'il est considéré comme l'Antéchrist dans la tradition judéo-chrétienne. Sous l'influence du mathématicien et poète Philonidès de Laodicée, il adopte la philosophie épicurienne.
Mais cette hellénisation de la Judée est d'abord le fait des élites juives hellénisées sous l'impulsion des grands-prêtres Jason (Joshua hellénisé) et Ménélas, et provoque la réaction des Juifs traditionalistes. En effet, la culture impériale engendre un progrès politique et matériel, ce qui mène à la formation d'élites hellénisées au sein de la population juive. Cette hellénisation engendre des tensions entre les Juifs les plus orthodoxes et leurs coreligionnaires qui adoptent la culture grecque.
En 175 av. J.-C., au moment où meurt Séleucos IV, le grand-prêtre Onias III vient à Antioche pour se justifier d’avoir refusé le prélèvement des trésors du Temple. Il est accompagné de son frère Joshua qui se fait appeler Jason. Celui-ci intrigue auprès d'Antiochos IV qui le désigne comme Grand-prêtre, à la place de son frère. Surtout, il lui accorde le droit de transformer Jérusalem en polis grecque ; en échange, Jason lui promet une augmentation du tribut. Selon l'historien Édouard Will, la transformation de Jérusalem en cité grecque n'est pas de l’initiative du roi, mais bien des Juifs hellénisés. Jason finit par être évincé par Ménélas vers 172. Ce dernier agit en tyran, soumettant Jérusalem à une forte pression fiscale. Ménélas vient plaider sa cause à Antioche et fait assassiner Onias qui s'est réfugié dans la capitale. Cet assassinat marque profondément Antiochos qui considère l'ancien grand-prêtre comme un saint homme.

#### Persécution des Juifs

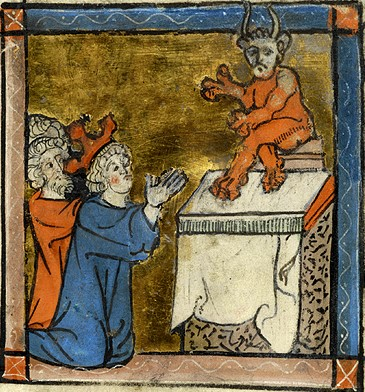
Antiochos IV priant une idole anthropomorphe et cornue dans le temple de Jérusalem (Amiens, 1300-1310).

Les Séleucides, comme les Lagides avant eux, détiennent une suzeraineté sur la Judée : ils respectent la culture juive et ne nuisent pas aux institutions juives, ni aux autres religions locales de leur empire. Le soutien des Juifs à Antiochos III a été récompensé à travers une charte affirmant l'autonomie de la religion juive, tout en interdisant l'accès des étrangers et des animaux impurs à l'enceinte du temple de Jérusalem, et l'attribution de fonds officiels afin de maintenir certains rituels religieux au sein du temple. Cette politique est radicalement remise en cause par son fils Antiochos IV, après soit une dispute sur la direction du temple de Jérusalem et la fonction de grand-prêtre, soit une révolte dont la nature a été perdue avec le temps après avoir été écrasée. Antiochos en vient en 168 av. J.-C. à consacrer le temple de Jérusalem à Baalshamin, une divinité phénicienne et y place même un culte de Zeus. Les Juifs hellénisés continuent de servir Yahweh dont un autel subsiste dans le temple profané, alors sous une autorité mixte de Juifs « modernistes » hellénisés, de Grecs et d'Orientaux également hellénisés. Il apparaît donc que cette transformation du temple répond à une volonté syncrétiste adaptée aux besoins des colons militaires de l'Acra, alors majoritairement syro-phéniciens, mais elle suscite une forte agitation dans une Jérusalem déjà sensibilisée par le poids des taxes et la résistance à l'hellénisation.
L'année suivante, en décembre 167, Antiochos promulgue un édit de persécution (qui concerne les Juifs de la Samarie et de la Judée mais non ceux de la diaspora) : il ordonne d'abolir la Torah (ou la Loi dans le sens le plus large : foi, traditions, mœurs). Il impose d'offrir des porcs en holocauste au temple de Jérusalem et interdit la circoncision. Selon Édouard Will, cette persécution religieuse ne semble pas avoir été motivée par un fanatisme anti-judaïque (fanatisme qu'exclut son épicurisme) ou par la volonté d'imposer les cultes grecs. Il s'agit d'abord de mettre fin à une révolte locale. Là où Antiochos commet une terrible maladresse, c’est qu'il n'a pas compris qu’abolir la Torah ne revient pas seulement à priver les Juifs de leurs lois civiques, mais conduit à l’abolition du judaïsme. Cette politique lui vaut le surnom d’Épimanès (l'« Insensé ») par jeu de mots. Les érudits du judaïsme du Second Temple se réfèrent donc parfois au règne d'Antiochos comme aux « crises d'Antioche » pour les Juifs.
La politique d'Antiochos envers les Juifs est connue grâce au Livre de Daniel et aux Livres des Maccabées (inclus dans la Septante et l'Ancien Testament chrétien, mais pas dans la Bible hébraïque). Elle est marquée par la révolte des Maccabées, qui aboutit finalement à l'émancipation politique de la Judée et contribue à la désintégration de l'Empire séleucide au Ier siècle av. J.-C. Cette crise politique et religieuse se poursuit sous ses successeurs.

#### Révolte des Maccabées

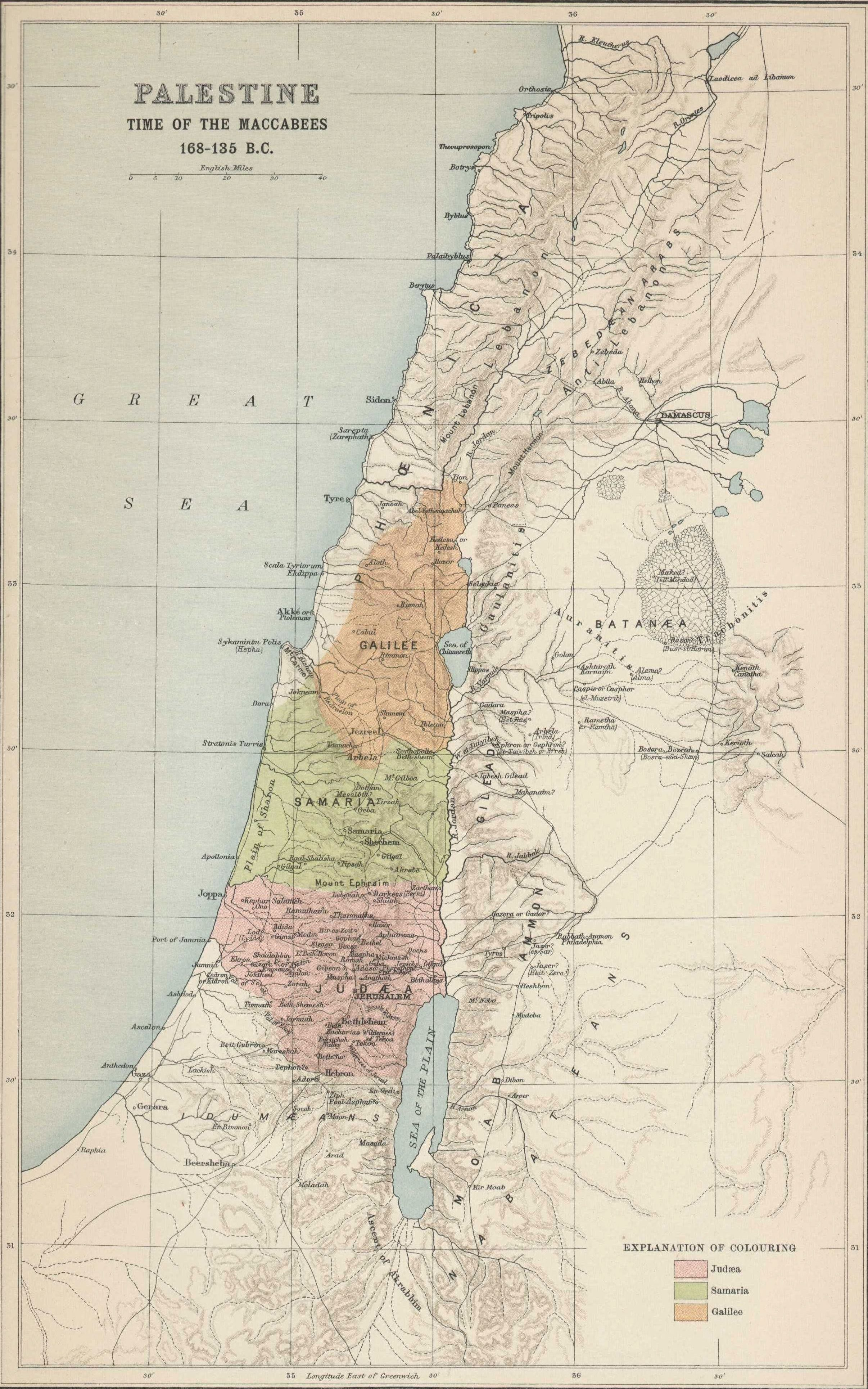
Palestine à l'époque des Maccabées (168-135 av. J.-C.), carte de 1915.

Les troubles commencent à Jérusalem pendant qu'Antiochos est occupé en Égypte, début 169 av. J.-C. Au retour de cette campagne, le roi saisit en effet le trésor du temple, prétextant le paiement de trois années de retard du tribut. Mais l'agitation reste à cette date d'abord un conflit interne aux Juifs. En 168, après l'ultimatum des Romains lui enjoignant de quitter l’Égypte, Antiochos revient à Jérusalem qu'il pille, alors que le summum du sacrilège est qu'un roi (païen) entre dans le saint des saints, ce que seul le grand-prêtre est autorisé à faire une fois par an. Outre cette profanation, il massacre de nombreux Juifs et rétablit Ménélas, le grand prêtre pro-séleucide.
Des historiens affirment qu'Antiochos est certes responsable du pillage du temple de Jérusalem mais qu'il a été inspiré et soutenu par Ménélas. D'autres historiens estiment par ailleurs qu' Antiochos a la réputation d'un pilleur de temples mais que ces actions ne sont pas le résultat de difficultés financières. Afin de financer ses objectifs militaires et diplomatiques à long terme, dans le cadre d'une politique dynastique ambitieuse, il a accepté que des parties de la population se retournent à court terme contre lui en dévalisant des temples. Finalement, cette approche n'a pas porté ses fruits en raison de la vive résistance qu'elle a provoquée.

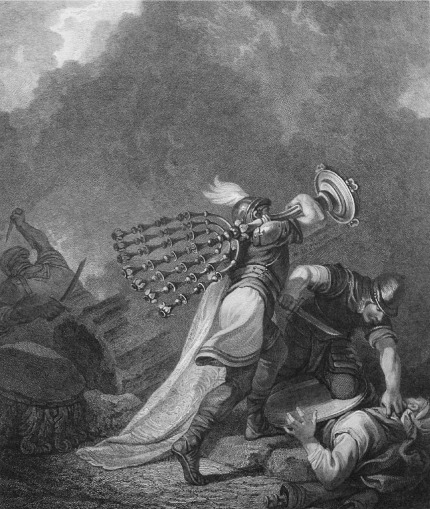
Soldats séleucides pillant la Menorah du temple profané et autres objets du culte juif. Gravure de la Bible McLean (1810-15).

Après le départ d'Antiochos, une nouvelle révolte des Juifs traditionalistes dirigée par la famille des Maccabées éclate et Antiochos fait alors détruire les murailles de la ville de Jérusalem et bâtir la forteresse de l'Acra où trouvent refuge les Juifs hellénisés. Dès 168, des habitants de Jérusalem se réfugient dans les campagnes et le désert, la révolte prenant corps après l'édit de persécution. Antiochos, occupé en Iran, envoie des stratèges qui sont battus par Judas Maccabée : Apollonios à Samarie, Nicanor et Gorgias à Emmaüs et Lysias à Beth Zur. Cette nouvelle insurrection de Jérusalem dépasse le cadre d'une lutte entre clans aristocratiques et paraît avoir des motivations anti-séleucides. L'ambiance de la ville est aussi exacerbée par le poids de la fiscalité et la résistance aux mœurs grecques.
En 164, Antiochos met fin à la persécution et amnistie les Juifs afin qu'ils regagnent leurs foyers par l'intermédiaire de son vizir, Lysias ; ce dernier traite avec Ménélas qui est rétabli dans ses fonctions. Mais Judas Maccabée poursuit la lutte après la mort d'Antiochos et finit par s'emparer de Jérusalem ; il procède à la purification du temple et rend le sanctuaire aux Juifs pour le culte de YHWH. En décembre 164, la fête de l'Édification, Hanoucca, est célébrée pour la première fois dans le temple rendu au seul culte juif.
La révolte des Maccabées conduit à une interprétation du Livre de Daniel dans lequel un méchant appelé le « Roi du Nord » est généralement considéré comme une référence à Antiochos IV. La représentation d'Antiochos attaquant la ville sainte de Jérusalem mais rencontrant bientôt sa fin influence plus tard les représentations chrétiennes de l'Antéchrist.
Traditionnellement, telle qu'exprimée dans les premier et deuxième livres des Maccabées, la révolte des Maccabées est dépeinte comme une résistance nationale à une oppression politique, culturelle et cultuelle étrangère. Cependant les érudits modernes soutiennent qu'Antiochos intervient davantage dans une guerre civile entre les Juifs traditionalistes du pays et les Juifs hellénisés de Jérusalem,.

### AntiochosIVet l'expédition en Orient

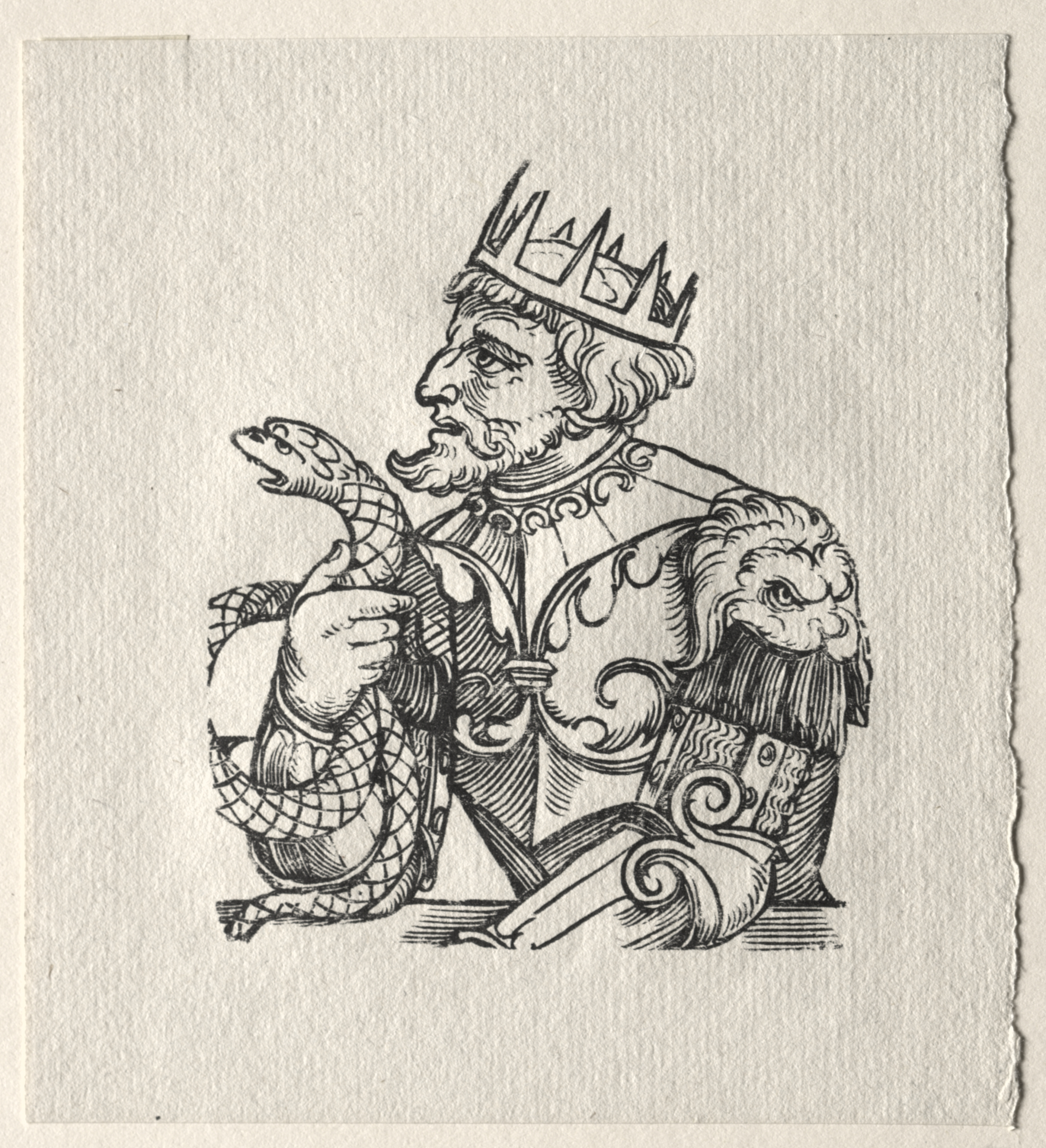
Représentation d'Antiochos par Georg Pencz, XVIe siècle.

Après la conclusion de la sixième et dernière guerre de Syrie, en 167 av. J.-C. et dans le contexte de la révolte des Juifs, Antiochos a pour dessein de rétablir l'autorité séleucide dans les satrapies iraniennes que son père Antiochos III a déjà tenté de reconquérir. Cependant la nature et l'ampleur exactes de ses projets restent méconnues : il aurait pu s'agir pour Antiochos de faire face à l'expansion parthe durant le règne de Mithridate qui remet en cause le traité conclu avec Antiochos III et s'est emparé d'Hérat en 167, perturbant la route commerciale vers l'Inde. La présence parthe a coupé l'empire séleucide du royaume gréco-bactrien ; or, Antiochos III, puis ses successeurs, semblent avoir renoncé à la Bactriane. D'autres historiens considèrent qu'Antiochos cherche essentiellement à s'assurer le loyalisme de la Perside et de l'Élymaïde, voire à renflouer les caisses de l’État en pillant quelques sanctuaires.
Avant de mener cette nouvelle Anabase, il célèbre en 166 les fastueuses fêtes de Daphné près d'Antioche que les sources antiques estiment organisées dans le but de faire concurrence aux jeux offerts par Paul Emile à Amphipolis, alors que le souverain est soupçonné de mégalomanie pathologique. Ces fêtes, témoignages d'unité hellénique avant la campagne d'Asie, se manifestent par des cortèges, des banquets et des jeux de gladiateurs (que le roi a appréciés durant son séjour à Rome) ; elles sont surtout l'occasion d'une démonstration de force militaire : 50 000 hommes sont alignés ; inquiet, le Sénat romain envoie une commission à Daphnè, qui semble avoir été rassurée sur les intentions d'Antiochos. Selon Édouard Will, ces derniers éléments indiquent que les fêtes de Daphné constituent en réalité essentiellement un prélude à la grande campagne orientale qu'il projette.
Début 165, Antiochos part pour l'Orient après avoir confié le gouvernement des régions occidentales et la garde de son fils, le futur Antiochos V, à son vizir, Lysias. Il suit le même itinéraire que son père en passant par la Grande-Arménie : le satrape Artaxias retourne provisoirement sous la tutelle séleucide. Il parvient ensuite en Médie (il est possible qu'Ecbatane ait été hellénisée en Éphiphanéa).
Certaines sources mentionnent qu'il échoue à piller un temple indigène d'Élymaïde avant de mourir de maladie ; ces circonstances rappelant la mort de son père font suspecter l'existence d'un doublet dans l'historiographie antique, qui a été considéré comme certain ou au contraire rejeté par différents auteurs,. La mention par le Deuxième livre des Maccabées qu'Antiochos aurait souhaité épouser Nanaya, la divinité du lieu, a été interprétée par Stig Wikander comme appartenant à une série de hiérogamies destinées à renforcer le culte royal et à justifier l'appropriation des richesses des temples concernés (en tant que dot des « épouses »), mais cette hypothèse reste controversée.
Si le projet d'Antiochos a été de marcher ensuite contre les Parthes, il n'en a pas l'occasion car il tombe gravement malade à la fin 164 et meurt en Perside. Il a tout de même le temps de mettre fin à la persécution des Juifs de Judée et de confier la tutelle de son fils à Philippe en évinçant Lysias. Se repentant sur son lit de mort de son acharnement contre les Juifs, Antiochos aurait dicté ses dernières volontés à son fils, Antiochos V, le plaçant sous leur protection.
Antiochos peut être considéré comme le dernier grand souverain séleucide, malgré son tempérament excessif (largement exploité par les sources juives) et son œuvre inachevée.

### Mort

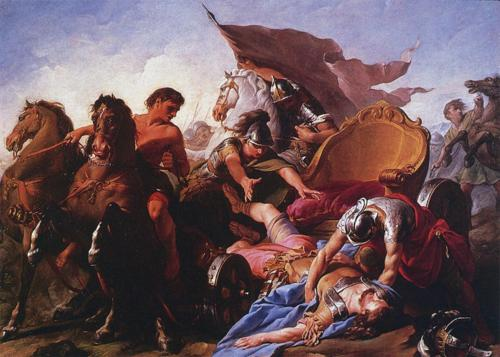
Antiochus tombant de son char, par Noël Hallé, 1738 (Virginia Museum of Fine Arts). Cette scène est inspirée du Deuxième livre des Maccabées.

Antiochos trouve la mort durant sa campagne orientale. Polybe et Porphyre rapportent qu'il est mort à Tabai en Perside. Aucun lieu portant ce nom n'est cependant connu ; par conséquent, une orthographe de la lettre grecque gamma en tau est supposée. Deux endroits appelés Gabai (Γάβαι / Gábai) sont discutés comme lieu de mort : Gabai, l'actuelle Ispahan ou Gabai, près de la frontière avec l'ancienne Carmanie.
Selon diverses sources, la mort d'Antiochos serait due à une dépression après qu'il a entendu parler des défaites de ses armées dans les batailles. Selon 2 Maccabées, Antiochos aurait été affligé par diverses maladies atroces (« douleur d'entrailles ») puis serait tombé de son char alors qu'il voyageait à vive allure (« sa chute fut si violente que tous les membres de son corps en furent meurtris »). Il est aussi rapporté qu'il se serait suicidé en se jetant dans la mer. L'historicité de ces faits porte évidemment à caution ; il s'agirait d'une combinaison de motifs grecs et juifs au sujet de l'arrogance des rois et de leurs chutes spectaculaires.
Dans tous les cas, la tendance à lier la mort du roi à sa politique en Judée est évidente et il n'est pas possible de déterminer historiquement si le roi est mort subitement ou non, avec les conséquences correspondantes pour le plan de succession,.

## Famille

### Mariage et enfants
De son mariage avec sa sœur Laodicé IV, qui a auparavant épousé ses frères Séleucos IV et Antiochos le Jeune, naissent :
- Antiochos V ;
- Laodicé VI.

Il aurait peut-être également eu un fils illégitime, Alexandre Ier Balas, bien que de nombreuses sources affirment que ce dernier est un usurpateur.